# Explorer–4
Explorer–4 (angol: felfedező) amerikai tudományos, Föld megfigyelő műhold. Explorer program az amerikai űrkutatás (darabszám, tudományos eredmények) legnagyobb űrkutatási programja.

## Küldetés
Feladata vizsgálni a Van Allen sugárzási övet, a sugárzási övezetek részecskéit, a mágneses tereket, a korpuszkuláris sugárzást és ezek hatását a magnetoszférára. Mérve az atomrobbantások – három kísérleti robbantás után –  (magas légköri) hatástényezőit.

## Jellemzői
A műholdat a pasadenai Jet Propulsion Laboratory (JPL), a California Institute of Technology űrkutatási laboratóriuma készítette. Üzemeltető a NASA.
Megnevezései:  COSPAR: 1958-005A; SATCAT kódja: 9.
1958. július 26-án a Cape Canaveralból az LC5 (LC–Launch Complex) jelű indítóállványról egy Jupiter–C (Juno I RS/CC-44) hordozórakétával állították alacsony Föld körüli pályára (LEO = Low-Earth Orbit). Az orbitális pályája 110,2 perces, 82.42° hajlásszögű, elliptikus pálya perigeuma 263 kilométer, az apogeuma 2213 kilométer volt.
Forgás stabilizált űreszköz. Formája henger, hossza 2,05 méter, hasznos tömege 8 kilogramm. Programja 6 hónapig titokban maradt. A szonda főműszere egy Geiger–Müller-számláló, valamint a Cézium-jodid kristály detektor, amely a kozmikus sugárzást (atomrobbantások hatását) volt hivatott mérni. Rendelkezett egy belső- és két külső hőmérséklet érzékelővel, egy orrkúp hőmérővel, egy mikrómeteorit-becsapódás érzékelő mikrofonnal és egy mikrómeteorit-erózió mérővel. Telemetriai egysége a felszerelt antennákon keresztül biztosította a (vétel, adás) kapcsolatot. Az antennák is két szekcióban kerültek felszerelésre: az egyik egy üvegszálas belső rúdantenna volt, míg a másik egy négy rúdból álló kereszt-antenna, amelyet a forgás centrifugális ereje feszített ki. Energia ellátást nikkel-kadmium akkumulátorokkal oldották meg, amely a szonda tömegének 40%-át tette ki. Az adó 1958. október 5-én beszüntette szolgálatát.
Az amerikai űrhadviselés technikai tesztelésekor 1959. június 19-én a B–47 Stratojetről egy légi indítású Bold Orion (WS 119B) rakétával megkísérelték lelőni, de a rakéta 6 kilométerrel elhaladt mellette.
1959. október 23-án 453 nap (1,24 év) után belépett a légkörbe és elégett.

## Külső hivatkozások
- Explorer–4. lib.cas.cz. [2013. október 13-i dátummal az eredetiből archiválva]. (Hozzáférés: 2014. május 4.)
- Explorer–4. nasa.gov. [2013. március 6-i dátummal az eredetiből archiválva]. (Hozzáférés: 2014. május 4.)
- Explorer–4. nasa.gov. (Hozzáférés: 2014. május 4.)
- Explorer–4. astronautix.com. (Hozzáférés: 2014. május 4.)
- Explorer–4. astronautix.com. (Hozzáférés: 2014. május 4.)

| Elődje: Explorer–3 | Explorer-program 1958 | Utódja: Explorer–5 |